# 尤瓦爾迪縣
尤瓦爾迪縣（英語：Uvalde County）是美國德克薩斯州南部的一個縣。面積4,037平方公里。根據美國2000年人口普查，共有人口5,866人。縣治尤瓦爾迪。
成立於1850年2月8日，縣政府成立於1856年4月21日。縣名紀念西班牙殖民時代軍官胡安·德·乌加尔德，其姓氏de Ugalde在美国被误拼写为de Uvalde。

## 外部連結
- Uvalde County government's website （页面存档备份，存于）
- 線上版《Handbook of Texas》中的Uvalde County
- Inventory of the county archives of Texas : Uvalde County, no. 232 （页面存档备份，存于）, hosted by the Portal to Texas History （页面存档备份，存于）
- Texas Beyond History, Kincaid Shelter （页面存档备份，存于）
- Uvalde County Profile" from the Texas Association of Counties

29°21′N 99°46′W / 29.35°N 99.76°W